# Atletika na Letních olympijských hrách 1980 – 800 metrů muži
 Běh na 800 metrů mužů na Letních olympijských hrách 1980 se uskutečnil ve dnech 24. až 26. července v Moskvě. Vítězem se stal britský běžec Steve Ovett, stříbrnou medaili získal jeho krajan Seb Coe a bronz domácí závodník Nikolaj Kirov.

## Výsledky finálového běhu
| *                | jméno              | země                           | čas     |
| ---------------- | ------------------ | ------------------------------ | ------- |
| Zlatá medaile    | Steve Ovett        | Velká Británie                 | 1:45,40 |
| Stříbrná medaile | Sebastian Coe      | Velká Británie                 | 1:45,85 |
| Bronzová medaile | Nikolaj Kirov      | Sovětský svaz                  | 1:45,94 |
| 4                | Agberto Guimarães  | Brazílie                       | 1:46,20 |
| 5                | Andreas Busse      | Německá demokratická republika | 1:46,81 |
| 6                | Detlef Wagenknecht | Německá demokratická republika | 1:46,91 |
| 7                | José Marajo        | Francie                        | 1:47,26 |
| 8                | Dave Warren        | Velká Británie                 | 1:49,25 |

Na start této disciplíny se postavilo v sedmi rozbězích celkem 41 běžců. Do tří semifinálových běhů postoupili vždy první tři běžci z rozběhů a dalších šest s nejrychlejšími časy. V semifinále znamenal postup umístění na prvních dvou místech a další dva nejrychlejší časy. 